# Кравцов, Иван Савельевич
Ива́н Саве́льевич Кравцо́в (6 (19) февраля 1914, Новгородка — 29 января 2005, Геленджик) — советский лётчик-ас истребительной авиации ВВС Военно-Морского Флота в годы Великой Отечественной войны, Герой Советского Союза (22.07.1944). Гвардии майор (24.04.1948).

## Биография
Родился 6 (19) февраля 1914 года в селе Новгородка (ныне — посёлок в Кировоградской области Украины). После окончания семи классов школы работал плановиком на заводе горного оборудования «Коммунист» в Кривом Роге. В 1933 году окончил первый курс Киевского института народного хозяйства. Также в 1936 году окончил Криворожский аэроклуб.
В августе 1936 года был призван на службу в Рабоче-крестьянском Красном Флоте. В 1939 году окончил Военно-морское авиационное училище имени И. В. Сталина в Ейске. После его окончания в ноябре 1939 года был оставлен в этом же училище инструктором. В ноябре 1940 года переведён инструктором-лётчиком в 1-ю запасную авиационную эскадрилью ВВС Балтийского флота (вскоре была развёрнута в 1-й запасной авиационный полк ВВС, который с началом войны был переведён в тыл в Саранск). В 1941 году вступил в ВКП(б).
С ноября 1941 года младший лейтенант Кравцов — на фронтах Великой Отечественной войны. Начал войну пилотом 5-го истребительного авиационного полка ВВС Краснознамённого Балтийского флота, в котором прошёл всю войну. 18 января 1942 года приказом Наркома ВМФ за проявленную отвагу в воздушных боях с немецко-фашистскими захватчиками, за стойкость, мужество, дисциплину и организованность, за героизм личного состава полку было присвоено гвардейское звание и он получил наименование 3-й гвардейский истребительный авиационный полк ВВС Краснознамённого Балтийского флота. Летал на истребителях ЛаГГ-3, «Харрикейн», Ла-5, Ла-7. В мае 1943 года назначен командиром звена. Участник обороны Ленинграда, прикрывал в воздуха «Дорогу жизни».
До своей первой победы пришлось воевать довольно долго: только 26 сентября 1942 года, отбивая немецкий авианалёт на советский плацдарм у Невской Дубровки, он сбил истребитель Ме-109. До этой победы было несколько неудачных боёв, в которых самого Кравцова сбили дважды, он был ранен и получил ожоги. К началу 1943 года на его счету были 2 личные и 3 групповые (все в составе пары) победы. За весь 1943 год он сбил вообще только один финский истребитель «Brewster» (2 мая 1943 года), затем его направили учиться.
С июня 1943 года по январь 1944 года учился на Курсах усовершенствования начальствующего состава ВМФ. После их окончания вернулся в свой полк. В сражениях 1944 года и раскрылся его талант воздушного бойца: 24 апреля после почти годичного перерыва он сбивает над Эстонией немецкий ФВ-190, а за май 1944 года одерживает 6 личных побед. За июнь 1944 — 5 личных побед (из них две в одном бою 21 июня над Выборгским заливом) и ещё 1 в паре! Июль 1944 — ещё 3 личные победы!
К июлю 1944 года командир звена 3-го гвардейского истребительного авиаполка 1-й гвардейской истребительной авиационной дивизии ВВС Балтийского флота гвардии старший лейтенант Иван Кравцов совершил 315 боевых вылетов, в том числе: 117 на сопровождение штурмовиков и истребителей, 131 на отражение налётов авиации противника, 56 на прикрытие наземных войск, 8 на разведку кораблей и военно-морских баз противника, 3 на блокировку вражеских аэродромов. Провёл 61 воздушный бой, сбив 13 вражеских самолётов лично и ещё 4 в составе пары.
Указом Президиума Верховного Совета СССР от 22 июля 1944 года за «образцовое выполнение боевых заданий командования на фронте борьбы с немецкими захватчиками и проявленные при этом отвагу и геройство» гвардии старшему лейтенанту Ивану Савельевичу Кравцову присвоено звание Героя Советского Союза с вручением ордена Ленина и медали «Золотая Звезда» за номером 4018.
Сражался и после присвоения звания Героя. В ноябре 1944 года гвардии капитан И. С. Кравцов назначен командиром 1-й эскадрильи своего полка. В завершающий год войны участвовал в Ленинградско-Новгородской, Выборгско-Петрозаводской, Прибалтийской и Восточно-Прусской наступательных операциях. Прикрывая своих недавних противников финнов при отражении немецкого десанта на остров Большой Тютерс в Финском заливе, он сбил 15 сентября 1944 года немецкий ФВ-190, а в воздушном бою 27 ноября 1944 года в районе мыса Церель на острове Сааремаа Кравцов вновь сбил 2 немецких самолёта за один бой. Последнюю победу одержал над Лиепаей 5 марта 1945 года, выполняя задачи по блокированию Курляндской группировки противника.
К 9 мая 1945 года на его боевом счету было 375 боевых вылетов, 79 проведённых воздушных боёв, сбито 27 самолётов врага лично и 4 в паре (в представлении на награждение по итогам войны указано 29 личных и 4 групповые воздушные победы).
После Победы был представлен к званию дважды Героя Советского Союза как один из самых результативных истребителей всей авиации ВМФ СССР, это представление поддержали командир дивизии В. С. Корешков, командующий ВВС Балтийского флота М. И. Самохин и командующий Балтийским флотом В. Ф. Трибуц, но в наркомате ВМФ или в ГУК РККА награда была заменена на орден Отечественной войны.
После окончания войны продолжил службу в Военно-морском флоте. Командовал эскадрильей в том же полку (с апреля 1948 года — 223-й гвардейский ИАП ВВС 4-го ВМФ). В 1950 году гвардии майор И. С. Кравцов был уволен в запас.
Проживал и работал сначала в Ленинграде, с 1965 года в Геленджике (Краснодарский край). Скончался 29 января 2005 года в Геленджике, где и похоронен на Новом городском кладбище.

## Награды
- Герой Советского Союза (22.07.1944)
- Орден Ленина (22.07.1944)
- Четыре ордена Красного Знамени (21.10.1942, 12.06.1944, 18.07.1944, 4.04.1945)
- Орден Нахимова 1-й степени (15.05.1946)
- Два ордена Отечественной войны 1-й степени (10.11.1945, 11.03.1985)
- Медаль «За боевые заслуги» (30.04.1947)
- Медаль «За оборону Ленинграда»
- Медаль «За взятие Кёнигсберга»
- Ряд других медалей СССР и России[2]

## Память
- Именем Героя названа улица в Геленджике[8].
- Имя увековечено на мемориальной доске в честь Героев Советского Союза — выпускников Криворожского аэроклуба (Кривой Рог, ул. Каунасская, 1)